# Theodor von Seible
Theodor von Seible (* 1. August 1850 in Leonberg; † 12. Januar 1931 in Stuttgart) war württembergischer Offizier, zuletzt im Rang eines Generalleutnants.

## Leben
Seible wurde in Leonberg als Sohn des Schmiedeobermeisters Johannes Seible und seiner Frau Christina Luise, geb. Schnaidt geboren. Er studierte am Polytechnikum in Stuttgart und nahm 1870/71 als Freiwilliger am Deutsch-Französischen Krieg teil. Anschließend blieb er beim Militär und schlug die Offizierslaufbahn ein. 1897 wurde er Bataillonskommandeur im Infanterie-Regiment Nr. 180. 1902 wurde er zum Oberstleutnant befördert. 1905 wurde er Regimentskommandeur des Grenadier-Regiments Nr. 123 in Ulm. Am 25. Juli 1907 wurde er unter Verleihung des Charakters als Generalmajor aus dem aktiven Dienst verabschiedet. Im Ersten Weltkrieg wurde er noch einmal reaktiviert und im April 1915 mit der Führung der 54. Reservebrigade in Ulm betraut.